# Хваловцы
Хваловцы  (коми Кваловчи) — деревня в Сысольском районе Республики Коми, входит в состав сельского поселения Куратово.

## География
Деревня находится на расстоянии 27 км к юго-западу от села Визинга, административного центра района.

### Часовой пояс
Деревня Хваловцы, как и вся Республика Коми, находится в часовой зоне МСК (московское время). Смещение применяемого времени относительно UTC составляет +3:00.

## Население
| 2010 |
| ---- |
| 12   |

### Национальный состав
Согласно результатам переписи 2002 года, в национальной структуре населения коми составляли 94 % из 17 чел>.